# Jozef Tolleneer
Frans Jozef Julius Tolleneer (Terhagen, 14 januari 1899 – Brasschaat, 5 april 1986) was een Belgisch broeder, onderwijzer, verpleger en Vlaams-nationalistisch politicus voor het VNV en later de Volksunie.

## Levensloop
Tolleneer trad op 8 september 1918 toe tot de Congregatie van de Broeders van Liefde, op 30 augustus 1932 verliet hij deze orde. Hij droeg er de kloosternaam 'Waldimar'. Ook was hij van 1919 tot 1943 actief als onderwijzer en verpleger.
Op 14 mei 1943 werd hij door secretaris-generaal van het Ministerie van Binnenlandse Zaken en Volksgezondheid Gérard Romsée aangesteld als oorlogsburgemeester van Kontich. Hij volgde in deze hoedanigheid Louis Hellemans op die de functie van dienstdoend burgemeester opnam sinds het overlijden van burgemeester Albert Apers in november 1942. Tolleneer zou deze functie uitoefenen tot het einde van de Tweede Wereldoorlog. In deze periode was hij tevens officier in de Dietsche Militie - Zwarte Brigade. Nadat op 4 september 1944 de laatste Duitse soldaten Kontich verlieten vond een officieuze gemeenteraadszitting plaats. Edward Geerts trad daarbij op als waarnemend burgemeester, bijgestaan door de schepenen P.J. Van Fraeyenhoven en Louis Hellemans.
Na de bevrijding en tijdens de repressie werd hij veroordeeld tot 20 jaar hechtenis (herleid tot 15 jaar), waarvan hij er 6 effectief in gevangenschap doorbracht. In een lokale studie werd zijn rol geminimaliseerd en subtiel apologetisch voorgesteld. Zo werd een gunstige getuigenis (red. kloosterzusters hadden getuigd dat hij acht ondergedoken joodse meisjes zou hebben gered door ze te waarschuwen) uit het strafdossier gelicht en over de overige belastende feiten - die tot de hechtenis hadden geleid - gezwegen.
Bij de gemeenteraadsverkiezingen van 11 oktober 1970 werd hij te Kontich verkozen tot gemeenteraadslid voor de Volksunie, een functie die hij uitoefende tot 1974.
Hij kreeg een laatste rustplaats op de begraafplaats van Kontich.